# Персіко-Дозімо
Персіко-Дозімо (італ. Persico Dosimo) — муніципалітет в Італії, у регіоні Ломбардія, провінція Кремона.
Персіко-Дозімо розташоване на відстані близько 420 км на північний захід від Рима, 80 км на південний схід від Мілана, 8 км на північний схід від Кремони.
Населення — 3422 особи (2014).
Покровитель — Santa Colomba.

## Демографія
Населення за роками:

Станом на 1 січня 2023 року в муніципалітеті офіційно проживало 248 іноземців з 33 країн, серед них 112 громадян країн Євросоюзу та 1 громадянин України.

## Сусідні муніципалітети
- Кастельверде
- Корте-де'-Фраті
- Кремона
- Гадеско-П'єве-Дельмона
- Гронтардо
- Поццальйо-ед-Уніті